# Кавалерське
Кавалерське (рос. Кавалерское) — село у Усть-Большерецькому районі Камчатського краю Російської Федерації.
Населення становить 798 (2010) осіб. Входить до складу муніципального утворення Кавалерське сільське поселення.

## Історія
До 1 червня 2007 року у складі Камчатської області, відтак у складі Камчатського краю. Згідно із законом від 22 жовтня 2004 року органом місцевого самоврядування є Кавалерське сільське поселення.

## Населення
| 2002 | 2010 |
| ---- | ---- |
| 962  | ↘798 |